# Николай (Рошка)
Епи́скоп Никола́й (в миру Фёдор Николае́вич Ро́шка, рум. Teodor Roșca; род. 16 августа 1967, село Мэгуреле, Унгенский район, Молдавская ССР) — архиерей Православной церкви Молдавии, епископ Чадыр-Лунгский, викарий Кагульской епархии.

## Биография
Крещён во младенчестве. В 1974—1982 годы учился в средней школе селе Мэгуреле. В 1982—1986 годы проходил обучение в Кишинёвском педагогическом училище, в 1986—1987 годы учился в Молдавской государственной консерватории, в 1987—1988 годы — в школе-студии МХАТ в Москве. В 1988—1989 годы проходил срочную военную службу в Советской армии в составе военного музыкального ансамбля, дислоцированного в Восточной Германии.
6 ноября 1989 годы епископом Кишинёвским и Молдавским Владимиром (Кантаряном) в Покровском храме села Берлинцы Бричанского района рукоположен в сан диакона, 20 апреля 1990 года в Чуфлинском Феодоро-Тироновском кафедральном соборе города Кишинёва тем же архиереем — в сан пресвитера.
В 1989—1990 годы учился в Кишинёвском духовном училище, в 1990—1992 годы — в Московской духовной семинарии (экстернат).
С 17 сентября 1991 года по 2 июня 2002 года — клирик Чуфлинского Феодоро-Тироновского кафедрального собора города Кишинёва, со 2 июня 1992 года исполнял послушание заместителя настоятеля собора.
С 28 мая 1997 года по 3 апреля 2000 год — секретарь Кишинёвско-Молдавской митрополии. С 28 мая 1997 года по 15 марта 2011 года — председатель Отдела внешних церковных связей Православной Церкви Молдовы.
В 2000—2004 года учился в Киевской духовной академии.
27 июня 2001 года назначен военным священником МВД Республики Молдова.
С 16 августа 2002 года — духовник-администратор Чуфлинского Феодоро-Тироновского женского монастыря города Кишинёва.
В 2004—2007 годы учился на юридическом факультете Молдавского университета европейского образования, в 2008 году получил степень магистра уголовного права.
27—28 января 2009 года был участником Поместного собора Русской православной церкви.
В 2009—2011 годы учился в Общецерковной аспирантуре и докторантура имени равноапостольных Кирилла и Мефодия по программе повышения квалификации, кафедра внешних церковных связей.
7 апреля 2013 года митрополитом Кишинёвским и всея Молдовы Владимиром пострижен в монашество с именем Николай в честь святителя Николая Мирликийского. 8 января 2014 года в Христорождественском соборе в Кишинёве митрополитом Кишинёвским и всея Молдовы был возведён в сан архимандрита.
В 2017 году обучался на курсах повышения квалификации в области обороны и национальной безопасности в Военной академии имени Александра Доброго в Кишинёве.
13 июня 2018 года назначен председателем Синодального отдела по взаимоотношениям с учреждениями МВД, Вооружёнными силами и правоохранительными органами Православной Церкви Молдовы.
С 20 сентября 2021 года — духовник-администратор Никольского женского скита села Холеркань Дубоссарского района Республики Молодва.
12 марта 2024 года решением Священного Синода Русской православной церкви избран епископом Чадыр-Лунгским, викарием Кагульской епархии.
7 апреля 2024 года в кафедральном соборе Рождества Христова в Кишинёве состоялась его архиерейская хиротония, которую совершили:  митрополит Кишинёвский и всея Молдовы Владимир (Кантарян), митрополит Ташкентский и Узбекистанский Викентий (Морарь), архиепископ Тираспольский и Дубоссарский Савва (Волков), архиепископ Кагульский и Комратский Анатолий (Ботнарь), архиепископ Унгенский и Ниспоренский Петр (Мустяцэ), архиепископ Бельцкий и Фэлештский Маркелл (Михэеску), архиепископ Единецкий и Бричанский Никодим (Вулпе), епископ Сорокский Иоанн (Мошнегуцу), епископ Орхейский Силуан (Шаларь), епископ Кэприянский Филарет (Кузмин)